# 하느님의 종
하느님의 종(라틴어: Servus Dei)은 기독교에서 어떤 신앙인의 업적을 드높이기 위해 사용하는 호칭이다.
로마 가톨릭교회에서는 성인으로서의 공식적인 승인을 숙고하려고 선종한 신앙인의 일생과 업적을 조사하기 시작한 사람에게 주어지는 호칭이다.
시성 절차의 네 단계 가운데 첫 번째 단계는 ‘하느님의 종’이라는 호칭을 받는 것이다. 다음 단계는 시성성에 제출되어 순교했다거나 덕행에 뛰어난 모범을 보였다는 판결이 나면 ‘가경자’가 되는 것이다. 그다음에 시성성에서 가경자의 기적을 확인한 다음에는 시복됨과 더불어 ‘복자(여성형은 복녀)’라는 칭호를 받게 된다. 마지막 단계로는 시성이 있는데, 이것은 ‘성인’(여성형은 성녀)의 호칭으로 대치되는 것이다.